# Червоний Степ (Калинівська міська громада)
Червоний Степ — село в Україні, у Калинівській міській громаді Хмільницького району Вінницької області. Населення становить 516 осіб.
До 2020 орган місцевого самоврядування — Голубівська сільська рада.
В селі знаходиться залізнична станція Голендри. Щодня здійснюється кілька рейсів приміських та регіональних поїздів, які сполучають село зі столицею, обласним та районним центрами.
Місцева дорога сполучає з трасою М21 Житомир-Вінниця.

## Історія
12 червня 2020 року, відповідно до Розпорядження Кабінету Міністрів України № 707-р, «Про визначення адміністративних центрів та затвердження територій територіальних громад Вінницької області», увійшло до складу Калинівської міської громади.
19 липня 2020 року, в результаті адміністративно-територіальної реформи і ліквідації Калинівського району, село увійшло до складу новоутвореного Хмільницького району.
22 червня 2023 року рішенням Національної комісії зі стандартів державної мови віднесено до списку населених пунктів, які «можуть не відповідати лексичним нормам української мови», зокрема стосуватися «російської імперської чи колоніальної політики». Громаді рекомендовано обґрунтувати доцільність збереження поточної назви або запропонувати нову назву в установленому законодавством порядку.